# York (South Carolina)
York ist eine Stadt (city) im US-Bundesstaat South Carolina. Sie ist der Verwaltungssitz (County Seat) des York County.  York liegt ca. 27 Meilen (43 km) südwestlich von Charlotte, North Carolina und 13 Meilen (21 km) westlich von Rock Hill, South Carolina. Das U.S. Census Bureau hat bei der Volkszählung 2020 eine Einwohnerzahl von 8.503 ermittelt.

## Geschichte
Die ersten europäischen Siedler kamen in den frühen 1750er Jahren nach York, nachdem sie aus Pennsylvania und Virginia nach Süden gewandert waren. Von den drei großen Gruppen, die Pennsylvania besiedelten, kamen zuerst die Engländer, dann die Deutschen und schließlich die Schotten. Die Namen der Counties Lancashire, Cheshire und Yorkshire wurden von den frühen Siedlern aus England nach Pennsylvania und dann weiter nach South Carolina gebracht. Davor waren die ersten bekannten Bewohner des York County die Catawba-Indianer.
Die Stadt York war ursprünglich als Fergus’s Crossroads bekannt, nach einer Taverne, die zwei Brüdern, William und John Fergus, gehörte und sich an der Kreuzung der Straße von Rutherfordton nach Camden und der Straße von Charlottesburg (Charlotte) nach Augusta befand. Als das County York 1785 gegründet wurde, verlangte das Staatsgesetz, dass jedes County ein Gerichtsgebäude und öffentliche Gebäude im günstigsten Teil des County errichten musste. Fergus’s Crossroads lag in der Nähe des geographischen Zentrums des neu gegründeten Countys und wurde als Standort für den neuen County Seat gewählt. Unter dem Namen Yorkville wurde am 7. Dezember 1841 offiziell als Gemeinde gegründet. 1915 wurde der Name zu York verkürzt.

## Demografie
Nach einer Schätzung von 2019 leben in York 8412 Menschen. Die Bevölkerung teilte sich im selben Jahr auf in 54,5 % Weiße, 38,6 % Afroamerikaner, 0,5 % amerikanische Ureinwohner und 1,1 % mit zwei oder mehr Ethnizitäten. Hispanics oder Latinos aller Ethnien machten 5,4 % der Bevölkerung aus. Das mittlere Haushaltseinkommen lag bei 39.969 US-Dollar und die Armutsquote bei 19,6 %.